# Herbert (évêque de Rennes)
Pour les articles homonymes, voir Herbert.
Herbert (né à Vouvray-sur-Loir près du Château-du-Loir, mort le 11 décembre 1198) est évêque de Rennes de 1184 à 1198, abbé de Clermont.

## Biographie
Il fut d'abord religieux à l'abbaye de Clermont. Il en était prieur en 1170 quand il fut élu abbé de Fontaines-Blanches au diocèse de Tours. Il était instruit, dit un vieil annaliste de l'abbaye, mais trop vif. Son gouvernement ne dura que deux ans, parce que le comte de Blois, Thibaut V de Blois, le prit en haine, l'accusant de favoriser ses ennemis.
Revenu à son abbaye de Clermont, il y succéda dans la chaire abbatiale à l'abbé Philippe qui venait d'être élevé sur le siège de Rennes en 1179. Il paraît avec son titre d'abbé de Clermont dans une charte d'Alain la Coche en faveur de l'abbaye de Savigny et dans une autre d'André de Vitré (1173-1184). 
Élu évêque de Rennes, en 1184, il fut un évêque exemplaire. Le Nécrologe de Saint-Pierre de Rennes lui attribue même des miracles. Il mourut le 11 décembre 1198 et fut inhumé dans le chœur de sa cathédrale, du côté de l'évangile, « près les escabeaux des enfants. » 
Le « ''cercueil en maçonnerie de pierre de Taillebourg » fut ouvert en 1756 ; on y trouva « des ossements réduits en cendre, les fragments d'une crosse en cuivre et un sceau de métal rouge et ovale portant la figure d'un évêque tenant sa crosse d'une main et donnant la bénédiction de l'autre, avec ces mots alentour en lettres gothiques : Sigillum Herberti Redonensis episcopi. François Roger de Gaignières en a retrouvé une empreinte avec contre-sceau rond chargé d'un cheval passant et la légende Secretum, appendue à un acte de 1197.

### Études
- Cyprien Henry, « Les évêques de Rennes à travers leurs actes (XIe première moitié du XIIe siècle) », Bulletin et mémoires de la Société d’Archéologie et d’Histoire d’Ille-et-Vilaine, t. CXVII,‎ 2013, p. 37-59 et tableau généalogique p. 45